# 黄庄 (共星村)
黄庄是中国广东省广州市从化区的一个自然村。在太平镇东北面约10千米，为共星村的驻地。清朝时建村，因姓黄得名。1998年时，全村人口82人。